# Palacio de Deportes de Druzhba
El Palacio de Deportes de Druzhba  (en ucraniano: Палац спорту "Дружба"; en ruso: Дворец спорта «Дружба») es un pabellón deportivo en Donetsk, en el extremo este de Ucrania. Fue construido para desarrollar el hockey en la región. Druzhba, construido en 1975 con un diseño estándar (que data de 1956), tiene un aforo de 4700 personas para eventos deportivos y 5100 para los conciertos. El palacio fue abierto al público en 1976, durante el gobierno soviético y con un partido de hockey entre los equipos estrella de hockey de Moscú que fue organizada especialmente, entre el Krylya Sovetov y el Dynamo.